# Oameni anxioși (serial)
Oameni anxioși (în suedeză Folk med ångest) este un serial TV suedez dramatic de comedie din 2021 bazat pe un roman omonim din 2019 al scriitorului Fredrik Backman.  Romanul a fost adaptat de Netflix.
Rolurile principale au fost interpretate de Leif Andrée, Marika Lagercrantz, Per Andersson, Lottie Ejebrant și Anna Granath.

## Prezentare
O criză de ostatici este în curs de desfășurare într-o clădire de apartamente, în care un hoț de bănci care a eșuat ajunge blocat cu un agent imobiliar supra-entuziast, doi dependenți amărâți de Ikea, o femeie însărcinată, un multimilionar sinucigaș și un iepure. După un timp, hoțul renunță și îi lasă pe toți să iasă afară, dar când poliția este pe cale să ia cu asalt apartamentul, hoțul a dispărut. Au loc audieri ale tuturor martorilor pentru a afla ce s-a întâmplat cu adevărat.

## Distribuție
- Dan Ekborg – Jim
- Alfred Svensson – Jack
- Marika Lagercrantz – Anna-Lena
- Leif Andrée – Roger
- Anna Granath – Zarah
- Per Andersson – Lennart
- Lottie Ejebrant – Estelle
- Carla Sehn – Julia
- Petrina Solange – Ro
- Sofia Ledarp – Maria
- Sascha Zacharias – Liv
- Vera Herngren – Jill
- Hugo Gummeson – Unga Jack
- Hjalle Möller – Mannen på bron
- Shima Niavarani – Milou
- Anna Månsson – Cecilia
- Pontus Edgren – Lars
- Marie Agerhäll – Alice
- Alicia Sikström – Vera/Apan
- Elsa Fischer Levén – Anna/Grodan
- Elina Du Rietz – Linda
- Petter Holmqvist – Hyresvärden